# Bai Sema

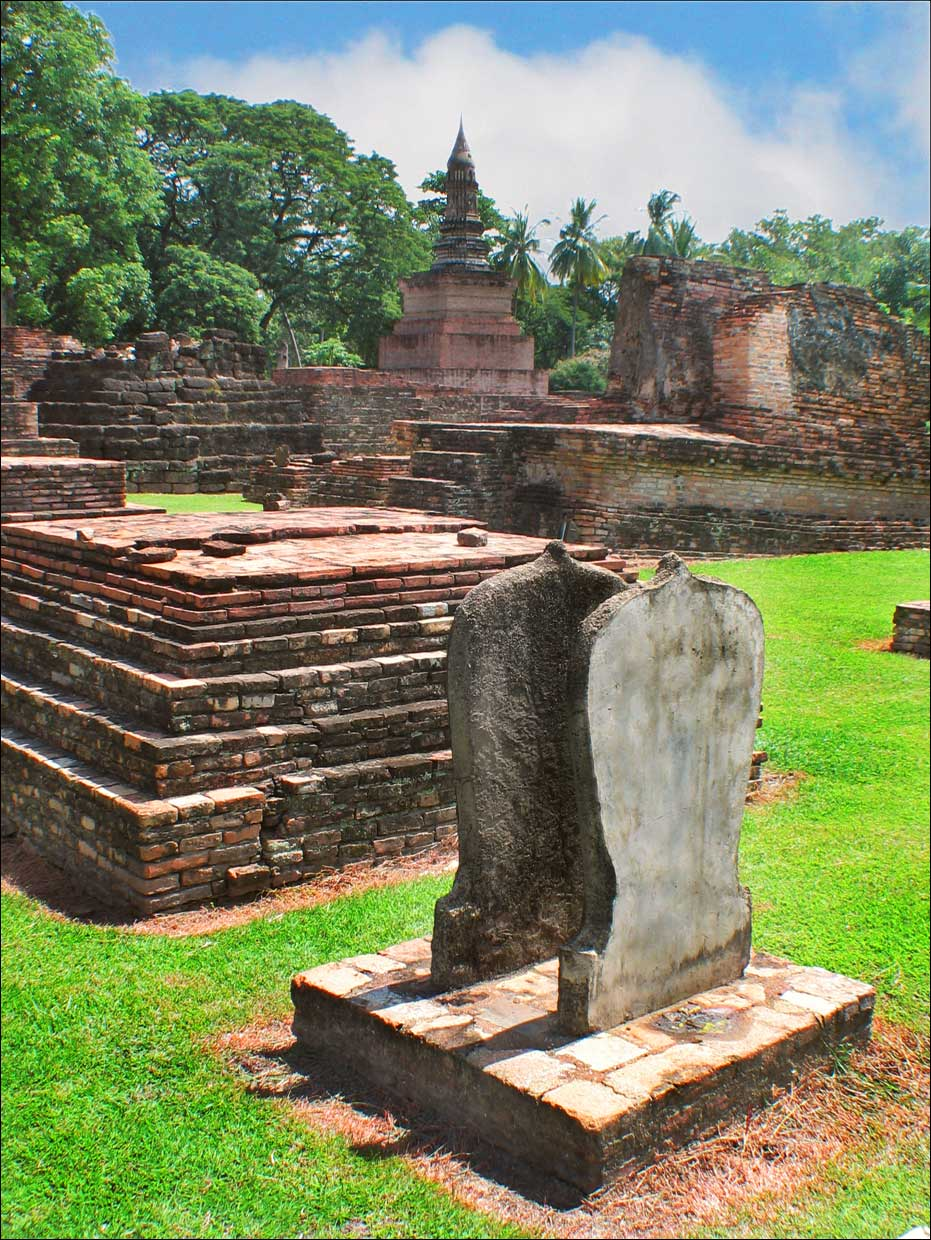
Bai Sema im Wat Mahathat, Sukhothai

Mit Bai Sema (thailändisch ใบเสมา) werden die „Grenzsteine“ zur Markierung des geheiligten Bereichs in einem thailändischen buddhistischen Tempel (Wat) bezeichnet.
Der Buddha hat in den Vinayapitaka festgelegt, dass das Gebiet des Buddhasima (der Bereich in dem Mönche ihre Sanghakamma, also geheiligte Zeremonien, durchführen) mindestens so groß sein muss, dass darin 21 Mönche Platz finden, die in einem Abstand von einer Unterarm-Länge voneinander sitzen. Der Bereich darf aber nicht größer als drei Yojana sein (Yojana ist ein altes indisches Längenmaß, 1 Yojana = etwa 16 km) – wahrscheinlich ist damit der Umfang gemeint. Mit anderen Worten, er sollte nicht zu klein und nicht zu groß sein.
Der Buddha hat außerdem festgelegt, dass ein Buddhasima auch mit den folgenden Nimitta (Grenz-Markierungen) markiert werden kann: Hügel, Felsen, Wäldchen, Bäume, Ameisenhügel, Wege, Flüsse und Gewässer wie Seen oder Teiche. Der Typ von Nimitta jedoch, der in Thailand am häufigsten auftaucht, ist Stein. Die ältesten steinernen Bai Sema aus der Dvaravati-Zeit (etwa 6. bis 9. Jahrhundert A.D.) wurden in Nordost-Thailand (siehe Isan) gefunden.
Für einen neuen Ubosot müssen zuerst Löcher gegraben werden. Und zwar an den acht Kardinalpunkten und einem neunten Punkt an dem Platz, der für die Haupt-Buddhastatue vorgesehen ist. In diese Löcher werden während einer religiösen Zeremonie die sog. Lug Nimit versenkt (die etwa die Größe und Form einer Kanonenkugel haben). Anschließend werden über den Lug Nimit die Bai Sema errichtet. Der thailändische Name Bai Sema bedeutet etwa Sema Blätter, da die Form der flachen Sema-Grenzsteine häufig an die Form von Blättern des Bodhi-Baumes erinnern (Bild 1), unter dem der Buddha die Erleuchtung erfahren hat.
Die einzelnen Teile der Form der Bai Sema, die einem Blatt ähnelt – nicht nur, weil die Steine flach sind – werden in Thailand nach Körperteilen benannt. Da gibt es den „Hals“, die „Schultern“, die „Brust“, die „Hüften“ und der „Bauch“. Während der Ayutthaya-Periode gab es sogar Steine mit „Augen“ (Bild 4). Manche Bai Sema der Ayutthaya-Zeit bis hin zur Rattanakosin-Zeit besitzen auch eine „Prinzen-Krone“ („phra kieo“).
Bai Sema aus der Dvaravati-Zeit (etwa 6. bis 9. Jahrhundert A.D.), bestehen hauptsächlich aus „Schultern“, Grenzsteine der U Thong Periode sind elegant verziert mit Ornamenten am „Hals“ und auf dem „Bauch“. Frühe Ayutthaya-Grenzsteine haben eine schlichte „Brust“ und sind auch sonst recht karg ausgestaltet. Bai Sema aus der Mittleren Ayutthaya-Periode sind in der „Hüfte“ „eng geschnürt“ und tragen eine „Brust-Platte“. In der Späten Ayutthaya-Periode wurden „Augen“ entwickelt (Bild 4), letztlich wurden sie sogar „gekrönt“ (Bild 2), was sich bis in die Rattanakosin-Periode fortsetzte. Unter König Mongkut (Rama IV.) wurde der Thammayut-Orden gegründet; die Thammayut-Mönche entwickelten aus der flachen Blatt-Form einen dreidimensionalen (vier-seitigen), eher würfelförmigen Stein (Bild 3).

## Galerie

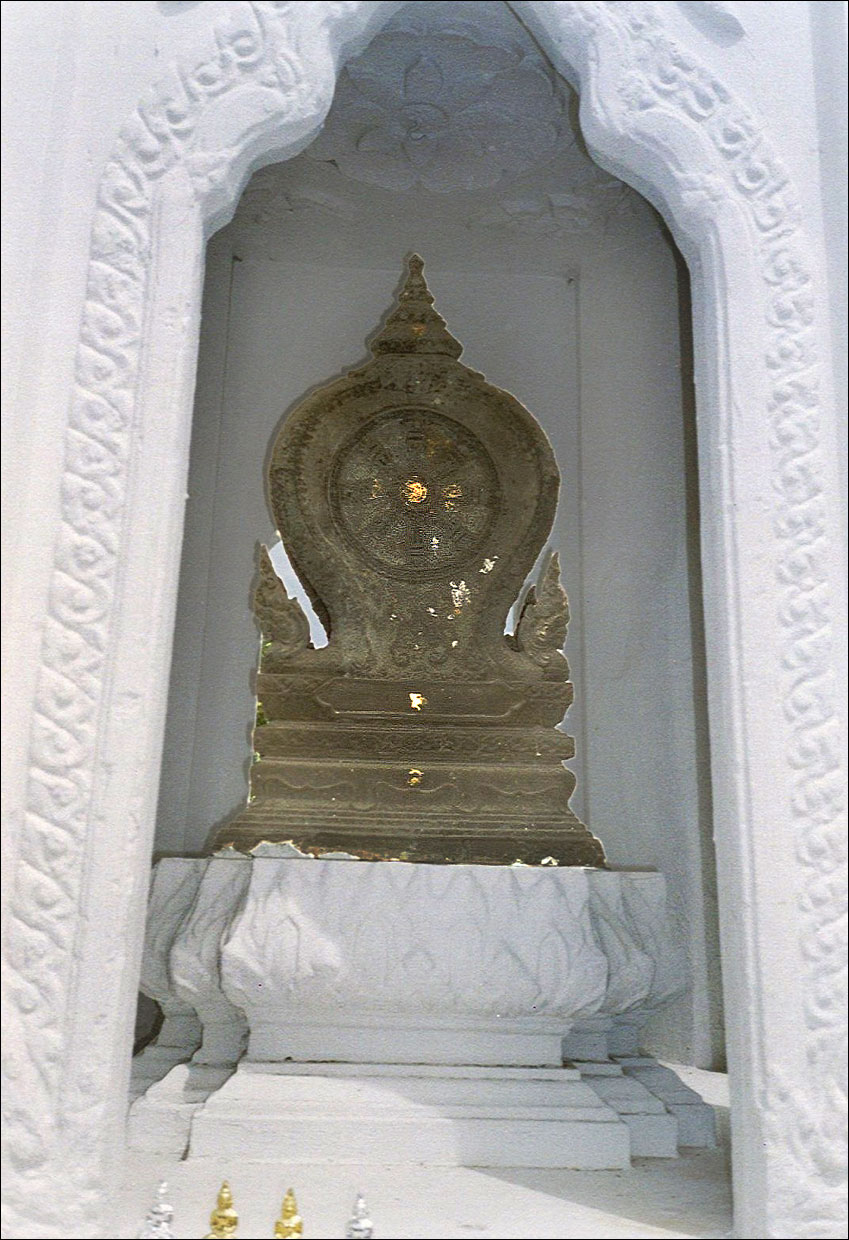
„gekrönter“ Bai Sema, Wat Ratchanatdaram, Bangkok
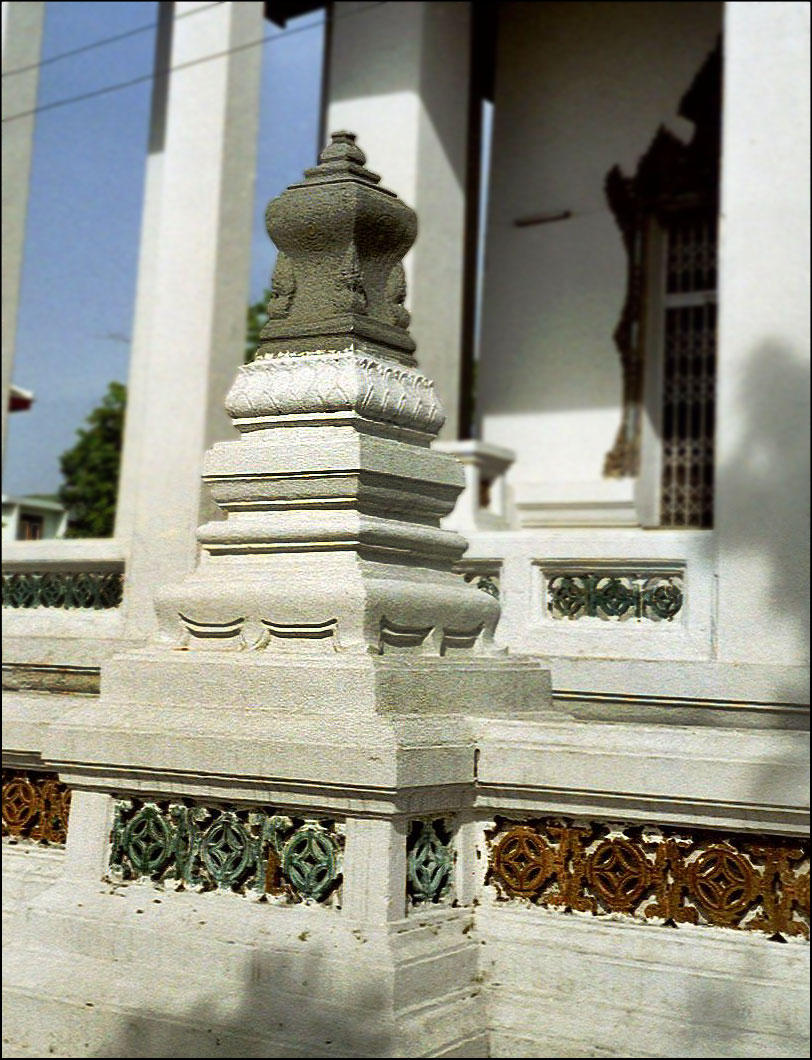
vierseitiger Bai Sema, Wat Mahanaparam, Bangkok
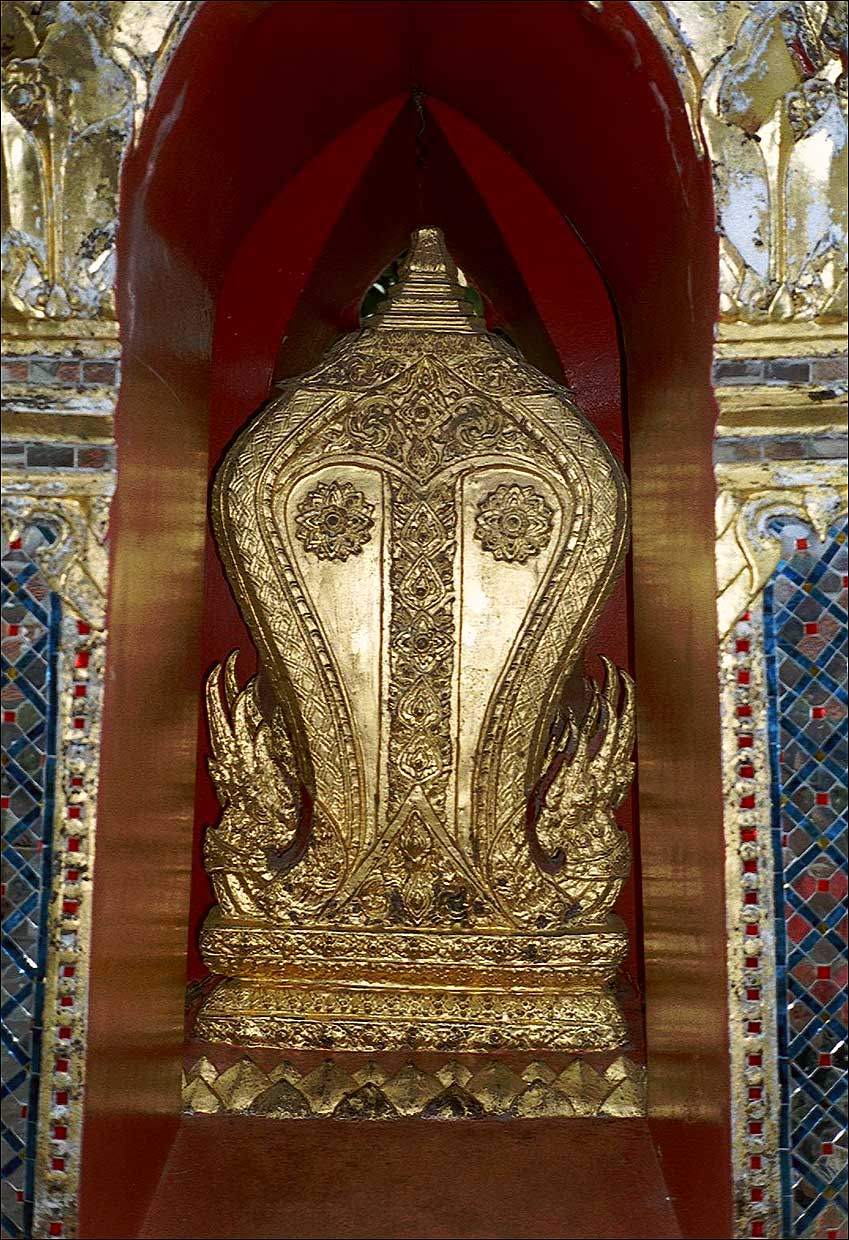
Bai Sema mit „Augen“, Wat Phra Kaeo, Bangkok
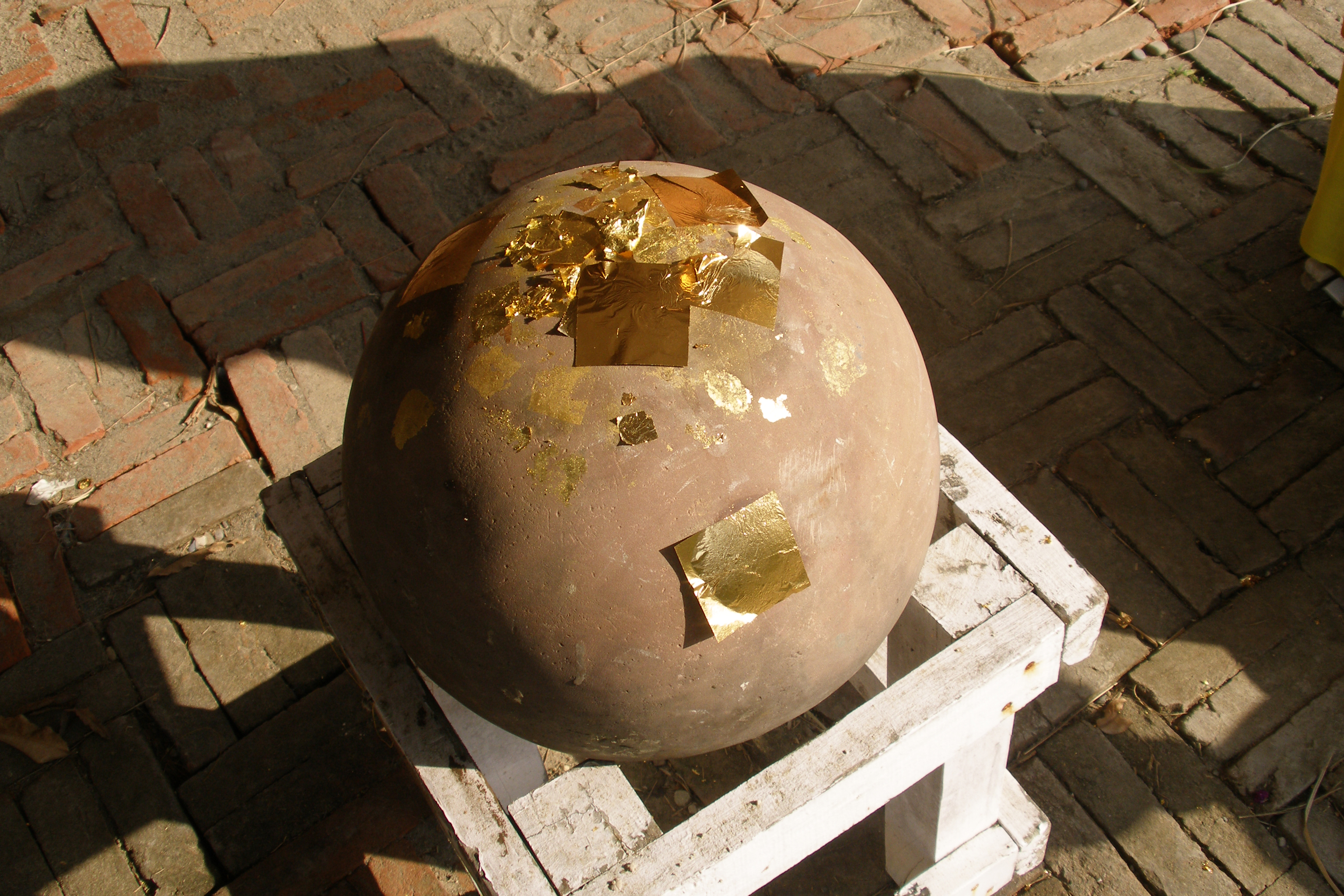
Lumbini, Nepal